# Ikigait
Ikigait (norsky Herjolfsnes) je zaniklá osada v kraji Kujalleq v Grónsku. Nachází se asi 3 km jihozápadně od Narsarmijitu, 23 km jižně od Tasiusaqu a 33 km jihovýchodně od Nanortaliku. Je to třetí nejjižnější bývalá osada Grónska a jedno z mála sídel v Grónsku, které se nachází pod 60° rovnoběžkou (další taková sídla jsou např. Angisoq a Ipiutaq na ostrově Ikeq, což je nejjižnější bývalá osada Grónska). 
Jednalo se také o nejvýchodnější norskou osadu. Nebyla nalezena až do roku 1885, kdy bylo zjištěno pravěké osídlení Norů a bylo nalezeno několik artefaktů, které byly odvezeny do Dánska. V roce 1921 tu dánský archeolog a historik Poul Nørlund zjistil, že se tu nacházelo velké pohřebiště a kostel.